# 廃棄率
廃棄率（はいきりつ）とは、通常の食習慣のもとで一般通念では食べない廃棄部分の重量を食材の総重量に対する比率（百分率）で示した数値。食品成分表における分析値は廃棄部分を除いた可食部を対象としたものであり、収載食品ごとに廃棄率と廃棄部分が記載されている。
廃棄率と可食部率の関係は次式で示される。
また、廃棄率の数値は給食など大量調理の際の食材の購入量算定の目安となる。発注量は可食部率との関係から次式で算定される。
なお、廃棄量は実際には作業員数、調理技術の度合いや使用調理機器、購入する食材の品質・規格・季節などによって変動する。